# Železné
Železné es una localidad del distrito de Brno, en la región de Moravia Meridional, República Checa. Tiene una población estimada, a principios del año 2021, de 506 habitantes. 
Se encuentra ubicada en el centro-oeste de la región, cerca de la orilla del río Svratka —un afluente del río Dyje, que es afluente del Morava, el cual, a su vez, lo es del Danubio— y de la frontera con la región de Vysočina.